# Michel Donnet
Michel «Mike» G. L. Donnet (1 de abril de 1917-31 de julio de 2013) fue un piloto belga que sirvió durante la Segunda Guerra Mundial en las fuerzas aéreas belgas y británicos. Él derribó cuatro aviones enemigos confirmados, y alcanzó el rango de la RAF Wing Commander. Después de la guerra, regresó a la Fuerza Aérea Belga, y ocupó varios comandos importantes antes de retirarse en 1975.